# 荣鸿仁
荣鸿仁（1926年—2013年9月2日），江苏无锡人，中华人民共和国民族工商业者，中华全国青年联合会原副主席。

## 家庭
父亲是民族资本家荣德生，哥哥是前国家领导人荣毅仁。